# Szułdrzyńscy

Herb Zadora

Szułdrzyńscy – wielkopolska rodzina ziemiańska pochodzenia mieszczańskiego herbu Zadora.

## Pochodzenie i charakter rodziny
Wzmiankowana w metrykach parafialnych Zbąszynia na pocz. XIX w.. Wywód genealogiczny od Mateusza Szułdrzyńskiego (1770-1846), właściciela małego folwarku w okolicach Zbąszynia i żołnierza Legionów Dąbrowskiego oraz jego małżonki Anny Mildebrandt. Od lat 30. XIX w. właściciele dóbr w Wielkim Księstwie Poznańskim, które nieustannie pomnażali, stając się jedną z czołowych wielkopolskich rodzin ziemiańskich przed I wojną światową. Jednocześnie brali czynni udział w różnych przedsięwzięciach gospodarczych, politycznych i społecznych związanych z pracą organiczną i obroną polskiego stanu posiadania w Wielkopolsce.

## Przedstawiciele
- Józef Franciszek Szułdrzyński (1801-1859), ziemianin, działacz gospodarczo-społeczny i poseł na sejm pruski.
- Władysław Szułdrzyński (1828-1898), ziemianin, dr praw i poseł do parlamentu niemieckiego.
- Zygmunt Szułdrzyński (1830-1918), ziemianin, dr praw i działacz gospodarczo-społeczny.
- Stanisław Szułdrzyński (1862-1961), ziemianin
- Tadeusz Szułdrzyński (1864-1943, ziemianin, dr praw, działacz gospodarczo-społeczny, senator RP i autor wspomnień.
- Mieczysław Szułdrzyński (1875-1960), ziemianin i działacz gospodarczo-społeczny, żonaty z Janiną Szembek (1885-1965), herbu własnego[3].
- Stanisław Szułdrzyński (1900-1992), ziemianin; powstaniec wielkopolski; działacz niepodległościowy.
- Jan Szułdrzyński (1903-1986), dr praw i profesor Uniwersytetu w Addis Abebie.
- Konstanty Szułdrzyński (1904-1977), ziemianin
- Andrzej Szułdrzyński (ur. 1941), ekonomista, b. dyrektor generalny Orbisu.
- Michał Szułdrzyński (ur. 1980), dziennikarz i filozof.

## Koligacje
Dzięki awansowi do bogatego ziemiaństwa wielkopolskiego Szułdrzyńscy spokrewnili się z rodami starej szlachty, jak Borowscy h. Abdank, Brezowie h. Breza, Budni h. Jastrzębiec, Grabscy h. Wczele, Kisielniccy h. Topór, Kossakowscy h. Ślepowron (hrabiowie), Leszczyńscy h. Abdank, Moszczeńscy h. Nałęcz, Nałęczowie h. Nałęcz, Nieżychowscy h. Pomian, Radońscy h. Jasieńczyk, Ronikierowie h. Gryf (hrabiowie), Szembekowie h. Szembek (hrabiowie), Tarnowscy h. Jelita i Zakrzewscy h. Wyssogota.

## Majątki ziemskie
Do 1939 (1945) Szułdrzyńscy posiadali następujące majątki ziemskie w województwie poznańskim: Bolechów, Sierniki, Marlewo, Biniewo i Pruśce w dawnym powiecie wągrowieckim oraz Lubasz i Prusinowo w pow. czarnkowskim.

## Varia
Sławomir Leitgeber podaje dzieje początków fortuny rodu związane z niezwykle przedsiębiorczym Józefem Szułdrzyńskim oraz jego sekretarzowaniem Onufremu Radońskiemu i „nienaturalną śmiercią” tego ostatniego.
W Bolechowie, Lubaszu i Siernikach znajdują się zespoły dworsko-pałacowe stanowiące dawną własność rodu, a w kościele parafialnym w Lubaszu oraz w kaplicy przy kościele w Pruścach groby rodzinne Szułdrzyńskich.